# Ойген Рупф
Ойген Рупф (нім. Eugen Rupf) — швейцарський футболіст, що грав на позиції нападника за клуб «Грассгоппер», а також національну збірну Швейцарії. По завершенні ігрової кар'єри — тренер і лікар.
Триразовий чемпіон Швейцарії. Дворазовий володар кубка Швейцарії.

## Клубна кар'єра
Найбільш відомий виступами в команді «Грассгоппер», з яким був триразовим чемпіоном Швейцарії.

## Виступи за збірну
1937 року дебютував в офіційних матчах у складі національної збірної Швейцарії. Протягом кар'єри у національній команді, яка тривала 2 роки, провів у її формі 6 матчів, забивши 1 гол.
Був присутній в заявці збірної на чемпіонаті світу 1938 року у Франції, але на поле не виходив.

## Кар'єра тренера
Розпочав тренерську кар'єру, повернувшись до футболу після тривалої перерви, 1940 року, очоливши тренерський штаб клубу «Базель». Досвід тренерської роботи обмежився цим клубом.

## Статистика виступів

### Статистика виступів в чемпіонаті
Виступи у чемпіонаті Швейцарії, починаючи з сезону 1933/34.
| Сезон   | Клуб        | Ліга                | Матчі | Голи | Місце |
| ------- | ----------- | ------------------- | ----- | ---- | ----- |
| 1935/36 | Грассгоппер | Чемпіонат Швейцарії | 17    | 3    | 3     |
| 1936/37 | Грассгоппер | Чемпіонат Швейцарії | 16    | 12   | 1     |
| 1937/38 | Грассгоппер | Чемпіонат Швейцарії | 19    | 5    | 2     |
| 1938/39 | Грассгоппер | Чемпіонат Швейцарії | 17    | 4    | 1     |
| 1939/40 | Грассгоппер | Чемпіонат Швейцарії | 7     | 4    | 3     |
| 1940/41 | Берн        | 1 ліга (Д2)         | ?     | ?    |       |
| 1941/42 | Базель      | 1 ліга (Д2)         | 22    | 13   |       |
| 1942/43 | Базель      | Чемпіонат Швейцарії | 10    | 3    | 13    |
| 1944/45 | Грассгоппер | Чемпіонат Швейцарії | 13    | 0    | 1     |

### Статистика виступів у Кубку Мітропи
| №                      | Розіграш               | Стадія                 | Дата та місце проведення | Команда 1              | Рахунок | Команда 2   | Голи    |
| ---------------------- | ---------------------- | ---------------------- | ------------------------ | ---------------------- | ------- | ----------- | ------- |
| 1                      | 1937                   | 1/8                    | 13.06.1937, Цюрих        | Грассгоппер            | 4:3     | Простейов   | 20' 33' |
| 2                      | 1937                   | 1/8                    | 20.06.1937, Простейов    | Простейов              | 2:2     | Грассгоппер | 24'     |
| 3                      | 1937                   | 1/4                    | 4.07.1937, Рим           | Лаціо                  | 6:1     | Грассгоппер |         |
| Всього в Кубку Мітропи | Всього в Кубку Мітропи | Всього в Кубку Мітропи | Всього в Кубку Мітропи   | Всього в Кубку Мітропи | 3       |             | 3       |

## Титули і досягнення
- Чемпіон Швейцарії (2):

«Грассгоппер»: 1936-1937, 1938-1939, 1944-1945
- Володар кубка Швейцарії (2):

«Грассгоппер»: 1937, 1938